# Nguyễn Hữu Định
Nguyễn Hữu Định (ur. 28 stycznia 1997) – wietnamski zapaśnik walczący w stylu wolnym. Triumfator igrzysk Azji Południowo-Wschodniej w 2019. Złoty medalista mistrzostw Azji Południowo-Wschodniej w 2023 i 2025 roku.